# C'est la Vie (Robbie Nevil)
C'est la vie is een nummer van de Amerikaanse zanger Robbie Nevil uit 1986. Het is de eerste single van zijn titelloze debuutalbum.
Samen met Mark Holding en Duncan Pain schreef Nevil het nummer voor Kool & the Gang, maar die bedankten voor de eer. Gospelzanger Beau Williams nam het nummer uiteindelijk op en bracht het in 1984 op single uit, maar deze single flopte. Twee jaar later nam Nevil het nummer ook zelf op, en bracht het uit als zijn eerste single. Nevil was er niet zo happig op het nummer als debuutsingle uit te brengen, hij had al nieuwere liedjes die hij eigenlijk beter vond als single. Verschillende mensen om Nevil heen wisten hem ervan te overtuigen om het toch uit te brengen. Zijn 96-jarige grootmoeder haalde hem definitief over.
"C'est la vie" werd in diverse landen een hit. Het bereikte de 2e positie in de Amerikaanse Billboard Hot 100. In het Nederlandse taalgebied was het succes iets bescheidener; met een 16e positie in de Nederlandse Top 40 en een 13e positie in de Vlaamse Radio 2 Top 30.